# Mieroszów (gmina)
Mieroszów – gmina miejsko-wiejska w Polsce położona w województwie dolnośląskim, w powiecie wałbrzyskim. W latach 1975–1998 gmina administracyjnie należała do województwa wałbrzyskiego.
Siedziba władz gminy to Mieroszów.
Według danych z 30 czerwca 2004 gminę zamieszkiwały 7582 osoby. W roku 2016 liczba ludności wyniosła poniżej 7000 osób (6948). Natomiast według danych z 31 grudnia 2019 roku gminę zamieszkiwało 6760 osób. Według danych z 30 czerwca 2020 roku gminę zamieszkiwało 6717 osób.

## Struktura powierzchni
Według danych z roku 2002 gmina Mieroszów ma obszar 76,17 km², w tym:
- użytki rolne: 48%
- użytki leśne: 43%

Gmina stanowi 14,81% powierzchni powiatu.

## Demografia

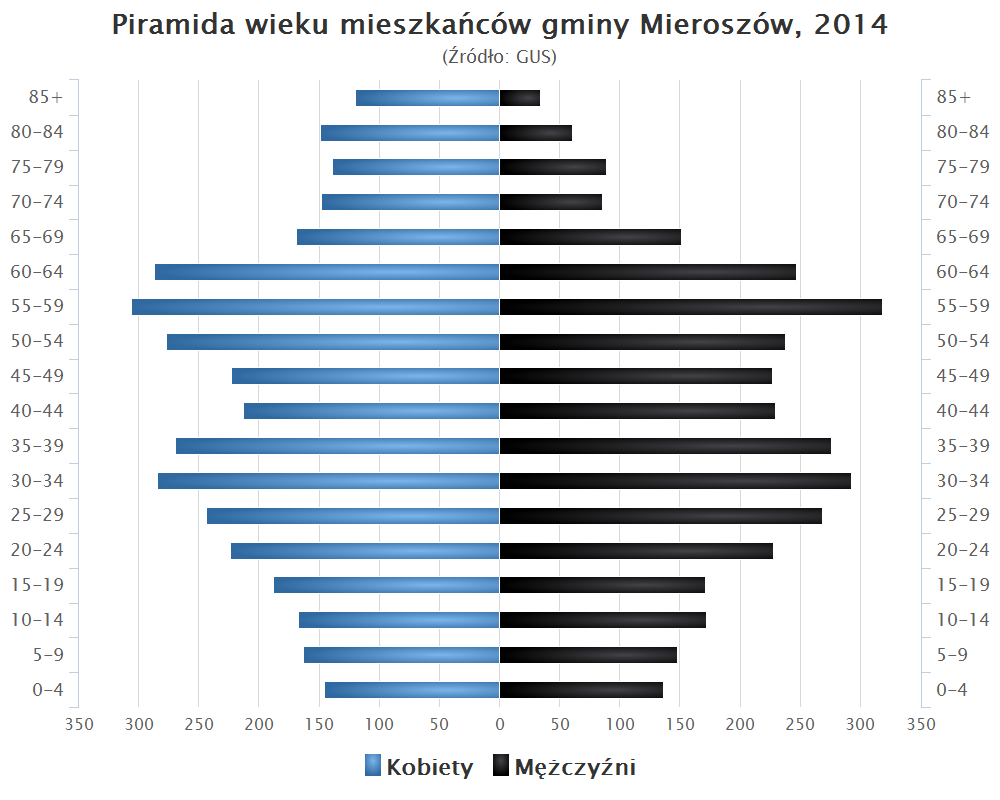
Piramida wieku mieszkańców gminy Mieroszów w 2014 roku

Dane z 30 czerwca 2004:
| Opis                              | Ogółem | Ogółem | Kobiety | Kobiety | Mężczyźni | Mężczyźni |
| --------------------------------- | ------ | ------ | ------- | ------- | --------- | --------- |
| jednostka                         | osób   | %      | osób    | %       | osób      | %         |
| populacja                         | 7582   | 100    | 3921    | 51,7    | 3661      | 48,3      |
| gęstość zaludnienia (mieszk./km²) | 99,5   | 99,5   | 51,5    | 51,5    | 48,1      | 48,1      |

## Sołectwa
Golińsk, Kamionka, Kowalowa, Łączna, Nowe Siodło, Sokołowsko, Różana, Rybnica Leśna, Unisław Śląski

## Sąsiednie gminy
Boguszów-Gorce, Czarny Bór, Głuszyca, Jedlina-Zdrój, Kamienna Góra, Lubawka, Wałbrzych. Gmina sąsiaduje z Czechami.